# Высшая лига КВН 1994
Сезон Высшей лиги КВН 1994 года — 8-й сезон с возрождения телевизионного КВН в 1986 году.
После предыдущего сезона Высшую лигу покинули команды первого поколения, КВНщики 80-х. Настало время играть свои последние сезоны и для некоторых представителей КВН начала 90-х, их уже были готовы заменить команды нового поколения, которые успели уже сыграть в сезоне 1992, или просто показать себя на фестивале «КиВиН». Эти команды готовились также в первой официальной лиге «АМиК» (помимо Высшей), открытой в 1993 году — Первой лиге в Воронеже, дебютный сезон которой завершился победой команды КВН «Криворожская шпана». Она и стала первым участником сезона 1994.
В 1994 году было решено поэкспериментировать с жюри, и отныне приглашать в него шоуменов, популярных телеведущих, музыкантов, актёров. Другим экспериментом 1994 года была попытка посвятить весь сезон одной теме. С первого раза это сделать не удалось: первые четыре игры сезона были посвящены истории, но полуфиналы и финал уже были на другие темы. Схема сезона в 1994-м была абсолютно новой. Впервые в Высшей лиге сезон начался с 1/8 финала: из 12 команд, восемь проходят в четвертьфиналы, далее играются два полуфинала на двоих, и финал. Последующие три сезона прошли по такой же схеме. Уникальным был и финал, который проходил не в Москве, а на борту турбохода «Максим Горький» в рамках круиза по Северному морю.
За звание чемпиона боролись уже опытные команды Ереванского медицинского и Харьковского авиационного институтов. Ереванцы на тот момент уже были чемпионами клуба, и вернулись спустя сезон. Для харьковчан этот сезон был вторым после их удачного дебюта два года ранее, когда они дошли до полуфинала, где проиграли Еревану. Победить ереванцев команде ХАИ не удалось и в сезоне 1994, и они уступили им дважды: в 1/8 финала и в финале. Сама команда ЕрМИ в полуфинале чуть не проиграла луганским «Ворошиловским стрелкам», и смогла добиться ничьей после удачного домашнего задания. Таким образом, луганчане стали третьей командой в финале, и бронзовым призёром сезона. Четвёртой командой сезона стала московская «МАГМА», которая вернулась после двух пропущенных сезонов, и впервые смогла пробиться в полуфинал после двух неудачных попыток в 1990-м и 1991 годах.

## Состав
В сезон Высшей лиги 1994 были приглашены двенадцать команд:
1. Волга-Волга (Камышин)
2. ЗГМИ (Запорожье)
3. Настоящие тамады (Тбилиси)
4. Махачкалинские бродяги (Махачкала)
5. Сибирские богатыри (Кемерово)
6. Криворожская шпана (Кривой Рог) — чемпионы Первой лиги
7. БГУ (Минск) — второй сезон в Высшей лиге
8. Ворошиловские стрелки (Луганск) — второй сезон в Высшей лиге
9. МАГМА (Москва) — третий сезон в Высшей лиге
10. ХАИ (Харьков) — второй сезон в Высшей лиге
11. СГУ (Симферополь) — второй сезон в Высшей лиге
12. ЕрМИ (Ереван) — третий сезон в Высшей лиге

Чемпионом сезона (во второй раз) стала команда КВН ЕрМИ.

## Игры

### ⅛ финала
Первая ⅛ финала
- Дата игры: Апрель
- Тема игры: Античная Греция
- Команды: Ворошиловские стрелки (Луганск), СГУ (Симферополь), Сибирские богатыри (Кемерово), Настоящие тамады (Тбилиси), Криворожская шпана (Кривой Рог), МАГМА (Москва)
- Жюри: Леонид Якубович, Игорь Верник, Юрий Николаев, Леонид Парфёнов, Юлий Гусман
- Конкурсы: Приветствие («Пришёл. Увидел…»), Разминка («Философские мысли»), Музыкальный конкурс («Золотой Орфей»)

| Команда               | Приветствие | Разминка | общий | Муз. конкурс | Итого |
| --------------------- | ----------- | -------- | ----- | ------------ | ----- |
| Ворошиловские стрелки | 3,6         | 4,8      | 8,4   | 3,4          | 11,8  |
| СГУ                   | 3,4         | 3,6      | 7     | 3            | 10    |
| Сибирские богатыри    | 3           | 4        | 7     | 2,8          | 9,8   |
| Настоящие тамады      | 4           | 2,6      | 6,6   | 4,8          | 11,4  |
| Криворожская шпана    | 3,2         | 3,2      | 6,4   | 3,6          | 10    |
| МАГМА                 | 3,8         | 3,4      | 7,2   | 4,2          | 11,4  |

Результат игры:
1. Ворошиловские стрелки
2. МАГМА; Настоящие тамады
3. СГУ; Криворожская шпана
4. Сибирские богатыри

- Поскольку в четвертьфинал должны были пройти четыре команды, а последнее проходное место разделили Симферополь и Кривой Рог, в конце игры был проведён опрос среди членов жюри. С результатом 4:1 победила команда СГУ, которой и досталась четвёртая путёвка в четвертьфинал.
- Музыкальным конкурсом команды «МАГМА» была древнегреческая трагедия «Просто Эвридика».
- На этой игре «Настоящие тамады» показали номер «Хор отряда быстрого реагирования».

Вторая ⅛ финала
- Дата игры: 25 апреля
- Тема игры: Рыцарский турнир
- Команды: ЗГМИ (Запорожье), Волга-Волга (Камышин), Махачкалинские бродяги (Махачкала), БГУ (Минск), ХАИ (Харьков), ЕрМИ (Ереван)
- Жюри: Владислав Листьев, Игорь Верник, Константин Эрнст, Леонид Парфёнов, Юлий Гусман
- Конкурсы: Приветствие («Вызов брошен»), Разминка («А правда ли, что в Париже…»), Музыкальный конкурс («Маленькая ночная серенада»)

| Команда                | Приветствие | Разминка | общий | Муз. конкурс | Итого |
| ---------------------- | ----------- | -------- | ----- | ------------ | ----- |
| Волга-Волга            | 2,6         | 2        | 4,6   | 2,4          | 7     |
| БГУ                    | 3,2         | 3        | 6,2   | 3,8          | 10    |
| ЕрМИ                   | 5           | 2,4      | 7,4   | 4,8          | 12,2  |
| ХАИ                    | 4,4         | 2,6      | 7     | 4,8          | 11,8  |
| Махачкалинские бродяги | 3,8         | 2,6      | 6,4   | 3            | 9,4   |
| ЗГМИ                   | 3,2         | 2,2      | 5,4   | 3,4          | 8,8   |

Результат игры:
1. ЕрМИ
2. ХАИ
3. БГУ
4. Махачкалинские бродяги
5. ЗГМИ
6. Волга-Волга

- В музыкальном конкурсе команды ХАИ Сергей Лаврик во время исполнения песни забыл слова. Поскольку этот эпизод вырезать было невозможно, он так и пошёл в эфир.

### Четвертьфиналы
Первый четвертьфинал
- Дата игры: Лето
- Тема игры: Золотой век
- Команды: Ворошиловские стрелки (Луганск), Махачкалинские бродяги (Махачкала), Настоящие тамады (Тбилиси), ХАИ (Харьков)
- Жюри: Владислав Листьев, Леонид Якубович, Игорь Верник, Иван Демидов, Юлий Гусман
- Конкурсы: Приветствие («Путешествие из родного города в Москву»), Разминка («Ломка традиций»), Домашнее задание («На рубеже веков»)

| Команда                | Приветствие | Разминка | общий | ДЗ  | Итого |
| ---------------------- | ----------- | -------- | ----- | --- | ----- |
| Ворошиловские стрелки  | 4           | 2,6      | 6,6   | 4,2 | 10,8  |
| Настоящие тамады       | 3,4         | 2        | 5,4   | 3   | 8,4   |
| Махачкалинские бродяги | 3           | 2,8      | 5,8   | 3,4 | 9,4   |
| ХАИ                    | 5           | 4        | 9     | 6,2 | 15,2  |

Результат игры:
1. ХАИ
2. Ворошиловские стрелки
3. Махачкалинские бродяги
4. Настоящие тамады

- Команда Луганска на этой игре показала домашнее задание «История одного переворота».
- На этой игре ХАИ показали домашнее задание «Большая история в маленьких комедиях».

Второй четвертьфинал
- Дата игры: Лето
- Тема игры: Россия 20-х, 30-х годов
- Команды: БГУ (Минск), ЕрМИ (Ереван), СГУ (Симферополь), МАГМА (Москва)
- Жюри: Владислав Листьев, Леонид Якубович, Леонид Парфёнов, Иван Демидов, Константин Эрнст
- Конкурсы: Приветствие («Агитплакат»), Разминка («Диспут»), Домашнее задание («Через четыре года здесь будет…»)

| Команда | Приветствие | Разминка | общий | ДЗ  | Итого |
| ------- | ----------- | -------- | ----- | --- | ----- |
| МАГМА   | 4,2         | 3,4      | 7,6   | 5,4 | 13    |
| ЕрМИ    | 5           | 4,8      | 9,8   | 6,2 | 16    |
| БГУ     | 3,4         | 2,6      | 6     | 4   | 10    |
| СГУ     | 3           | 3,2      | 6,2   | 3,4 | 9,6   |

Результат игры:
1. ЕрМИ
2. МАГМА
3. БГУ
4. СГУ

- В своём приветствии «МАГМА» показала номер про возвращение в Россию Солженицина.
- В качестве домашнего задания «МАГМА» показала шоу «Через четыре года здесь неизвестно, что будет, а пока давайте веселиться».
- ЕрМИ на этой игре показали домашнее задание «Через четыре года здесь будет больница».

### Полуфиналы
Первый полуфинал
- Дата игры: Осень
- Тема игры: В мире животных
- Команды: МАГМА (Москва), ХАИ (Харьков)
- Жюри: Андрей Конрадов, Леонид Парфёнов, Константин Эрнст, Иван Демидов, Юлий Гусман
- Конкурсы: Приветствие («Ехали медведи»), Разминка («Сорока на хвосте принесла»), Музыкальный конкурс («Песнь о КиВиНе»), Капитанский конкурс («Охотничьи байки»), Домашнее задание («Красная книга»)

| Команда | Приветствие | Разминка | общий | Муз. конкурс | общий | Капитанский | общий | ДЗ  | Итого |
| ------- | ----------- | -------- | ----- | ------------ | ----- | ----------- | ----- | --- | ----- |
| ХАИ     | 4,2         | 4,6      | 8,8   | 5            | 13,8  | 3           | 16,8  | 6,4 | 23,2  |
| МАГМА   | 3,2         | 4,4      | 7,6   | 4,2          | 11,8  | 3,8         | 15,6  | 5,8 | 21,4  |

Результат игры:
1. ХАИ
2. МАГМА

- Капитанский конкурс играли Андрей Чивурин (ХАИ) и Анатолий Кочанов (МАГМА).
- В музыкальном конкурсе ХАИ Сергей Лаврик показал пародию на Сергея Пенкина — «Песнь о КиВиНе» на мотив песни «Feelings».

Второй полуфинал
- Дата игры: Осень
- Тема игры: Ботанический сад
- Команды: Ворошиловские стрелки (Луганск), ЕрМИ (Ереван)
- Жюри: Андрей Макаров, Леонид Парфёнов, Константин Эрнст, Иван Демидов, Юлий Гусман
- Конкурсы: Приветствие («Во саду ли, в огороде»), Разминка («Цветик-семицветик»), Музыкальный конкурс («Рояль в кустах»), Капитанский конкурс («Прогноз погоды на ближайший месяц»), Домашнее задание («Наш сад»)

| Команда               | Приветствие | Разминка | общий | Муз. конкурс | общий | Капитанский | общий | ДЗ  | Итого |
| --------------------- | ----------- | -------- | ----- | ------------ | ----- | ----------- | ----- | --- | ----- |
| Ворошиловские стрелки | 4,4         | 5,2      | 9,6   | 5            | 14,6  | 2,4         | 17    | 5,6 | 22,6  |
| ЕрМИ                  | 4,6         | 4,2      | 8,8   | 4            | 12,8  | 2,8         | 15,6  | 7   | 22,6  |

Результат игры:
1. Ворошиловские стрелки; ЕрМИ

- Музыкальным конкурсом команды «Ворошиловские стрелки» на этой игре был «Фестиваль скверной песни „Рояль в кустах '94“».
- Капитанский конкурс играли Андрей Яковлев (Луганск) и Рафаэл Менасбекян (ЕрМИ).
- Команда ЕрМИ показала на этой игре домашнее задание про собрание памятников всего мира.

### Финал
- Дата игры: 30 декабря
- Тема игры: Ветер дальних странствий
- Команды: Ворошиловские стрелки (Луганск), ХАИ (Харьков), ЕрМИ (Ереван)
- Жюри: Геннадий Завирюха, Леонид Якубович, Римма Шульгина, Андрей Конрадов, Михаил Марфин, Янислав Левинзон, Александр Масляков
- Конкурсы: Приветствие («Ветер дальних странствий»), Разминка («Их нравы»), Выездной конкурс («Наши в городе»), Домашнее задание («День Нептуна в Новогоднюю ночь»)

| Команда               | Приветствие | Разминка | общий | Выездной | общий | ДЗ | Итого |
| --------------------- | ----------- | -------- | ----- | -------- | ----- | -- | ----- |
| Ворошиловские стрелки | 4,5         | 4,5      | 9     | 3,5      | 12,5  | 6  | 18,5  |
| ХАИ                   | 4,5         | 4,5      | 9     | 4        | 13    | 7  | 20    |
| ЕрМИ                  | 5           | 5        | 10    | 4        | 14    | 7  | 21    |

Результат игры:
1. ЕрМИ
2. ХАИ
3. Ворошиловские стрелки

ЕрМИ стали чемпионами Высшей лиги сезона 1994.
- Игра проходила на турбоходе «Максим Горький», съёмки продолжались два дня.
- Леонид Якубович судил только первый день игры.
- Игра уникальна и тем, что Александр Васильевич Масляков был на ней не только ведущим, но и членом жюри.
- ЕрМИ заняли первые места во всех играх сезона.
- Выездной конкурс команды играли в трёх европейских столицах: «Стрелки» снимали свой клип в Лондоне, Харьковчане отправились в парк скульптур Вигеланда в Осло, а ЕрМИ сняли клип об Амстердаме.

## Члены жюри
В сезоне 1994 игры Высшей лиги КВН судили 15 человек.
5 игр
- Юлий Гусман
- Леонид Парфёнов

4 игры
- Иван Демидов
- Константин Эрнст
- Леонид Якубович

3 игры
- Игорь Верник
- Владислав Листьев

2 игры
- Андрей Конрадов

1 игра
- Геннадий Завирюха
- Янислав Левинзон
- Андрей Макаров
- Михаил Марфин
- Александр Масляков
- Юрий Николаев
- Римма Шульгина

## Видео
- Первая 1/8-я финала
- Вторая 1/8-я финала
- Первый четвертьфинал
- Второй четвертьфинал
- Первый полуфинал
- Второй полуфинал
- Финал